# エドウィン・アローヨ
エドウィン・ジード・アローヨ（Edwin Zaed Arroyo, 2003年8月25日 - ）は、プエルトリコのアレシボ出身のプロ野球選手（遊撃手）。両投両打。MLBのシンシナティ・レッズ傘下所属。

## 経歴

### プロ入り前
元々右利きだったが、幼少期に右腕を怪我していた際に父の勧めで左投げを習得。さらに自身は反対したものの、家族の後押しもあり左打ちも習得し、両投両打となった。

### プロ入りとマリナーズ傘下時代
2021年のMLBドラフト2巡目（全体48位）でシアトル・マリナーズから指名されプロ入り。傘下のルーキー級アリゾナ・コンプレックスリーグ・マリナーズでプロデビューし、21試合に出場して打率.211、2本塁打、10打点の成績を記録した。
2022年はA級モデスト・ナッツで開幕を迎えた。

### レッズ傘下時代
2022年7月29日にルイス・カスティーヨとのトレードで、ノエルビ・マルテ、レビ・スタウト、アンドリュー・ムーアと共にシンシナティ・レッズへ移籍した。